# Organização dos Estados Ibero-Americanos para a Educação, Ciência e Cultura
A Organização de Estados Ibero-americanos para a Educação, a Ciência e a Cultura (em castelhano:  Organización de Estados Iberoamericanos para la Educación, la Ciencia y la Cultura, OEI), comumente abreviada para Organização de Estados Ibero-americanos (OEI), é uma organização internacional composta de nações da Península Ibérica e da América Latina, cujas populações falam português e espanhol, além do guarani.
A sede de sua secretaria-geral fica em Madri, Espanha, e possui escritórios regionais na Argentina, Bolívia, Brasil, Chile, Colômbia, Costa Rica, Cuba, Equador, El Salvador, Guatemala, Honduras, México, Nicarágua, Panamá, Paraguai, Peru, Portugal, República Dominicana e Uruguai.
O financiamento da OEI e de seus programas são cobertos por taxas obrigatórias e contribuições voluntárias feitas pelos governos dos Estados-membros e pelas contribuições de instituições, fundações e outras organizações interessadas em melhorar a qualidade educacional e desenvolvimento científico-tecnológico e cultural. O atual secretário-geral é Mariano Jabonero Blanco.

## História
A Organização de Estados Ibero-americanos para a Educação, a Ciência e a Cultura (OEI) nasceu em 1949 com o nome de Secretaria Ibero-Americana de Educação' e com caráter de agência internacional como resultado do I Congresso Ibero-Americano de Educação realizado em Madri. Em 1954, no II Congresso Ibero-Americano de Educação realizado em Quito, decidiu-se transformar a OEI em um órgão intergovernamental, formado por Estados soberanos, e com tal caráter foi constituído em 15 de março de 1957 no III Congresso Ibero-Americano de Educação, realizado em Santo Domingo, ali foram assinados os primeiros Estatutos da OEI, vigentes até 1985.
Em 1979 reuniu-se em Madrid o IV Congresso Ibero-Americano de Educação. Em 1983, realizou-se em Lima o V Congresso Ibero-Americano de Educação e, em maio de 1985, realizou-se uma Reunião Extraordinária do Congresso em Bogotá, na qual se decidiu mudar a antiga denominação da OEI para a atual, mantendo as siglas e ampliando seus objetivos. Essa modificação também afetou o nome de seu órgão supremo de governo, o Congresso Ibero-Americano de Educação, que se tornou Assembléia Geral. Em dezembro de 1985, durante a LX Reunião do Conselho de Administração realizada no Panamá, na qual seus membros atuaram com plenos poderes de seus respectivos Estados e com plenos poderes da Assembleia Geral, foram assinados os atuais Estatutos da OEI, que adaptaram e substituíram o texto estatutário de 1957 e aprovaram o Regulamento Orgânico.
A partir da I Conferência Ibero-Americana de Chefes de Estado e de Governo (Guadalajara, 1991), a OEI promoveu e convocou as Conferências de Ministros da Educação, como instância de preparação para essas cúpulas, encarregando-se também desses programas educacionais, científicos ou culturais que são delegados para sua execução.

### Escritório da OEI no Brasil
O escritório nacional da OEI no Brasil teve seu início em 2004, após a assinatura do Decreto N. 5.128, que promulgou o Acordo do Governo brasileiro e a sede da Organização. O trabalho da OEI no Brasil dedicado à cooperação internacional rendeu, nove anos depois de sua inauguração, em 2013, a aquisição de sua sede brasileira definitiva, no Complexo Brasil 21, em Brasília.
Ao longo dos anos, a OEI no Brasil acompanhou avanços na educação brasileira, incluindo a reforma na educação básica, atuando em projetos de cooperação internacional no páis, ampliando gradativamente as ações em âmbito nacional. O trabalho conjunto do país e da representação da OEI no Brasil rendeu reconhecimentos como o Prêmio Nacional de Educação em Direitos Humanos, o que levou a secretaria-geral da OEI a expandi-lo, transformando a iniciativa em um Prêmio Ibero-americano, em 2015. Muitos dos projetos de cooperação técnica realizados com os Ministérios do governo brasileiro se tornaram políticas públicas, como o Programa Pontos de Memória e o Programa Mulheres Inspiradoras. Em 2024, a OEI recebeu em Oviedo, Espanha, o Prêmio Princesa das Astúrias de Cooperação Internacional.[carece de fontes?]

## Membros
Fazem parte da Organização dos Estados Ibero-americanos 23 Estados soberanos:
- Andorra
- Argentina
- Bolívia
- Brasil
- Chile
- Colômbia
- Costa Rica
- Cuba
- El Salvador
- Equador
- Espanha
- Guatemala
- Guiné Equatorial
- Honduras
- México
- Nicarágua
- Panamá
- Paraguai
- Peru
- Portugal
- República Dominicana
- Uruguai
- Venezuela